# سرفايفر سيريس (1992)
سرفايفر سيريس 1992 (بالإنجليزية: Survivor Series (1992))‏ هو عرض مصارعة محترفة من فئة الدفع مقابل المشاهدة وهو العرض السادس من سلسلة عروض سرفايفر سيريس. عُرض في 25 نوفمبر 1992 في مقاطعة ساميت بولاية أوهايو.

## وصلات خارجية
- Official Survivor Series website